# Förrätt

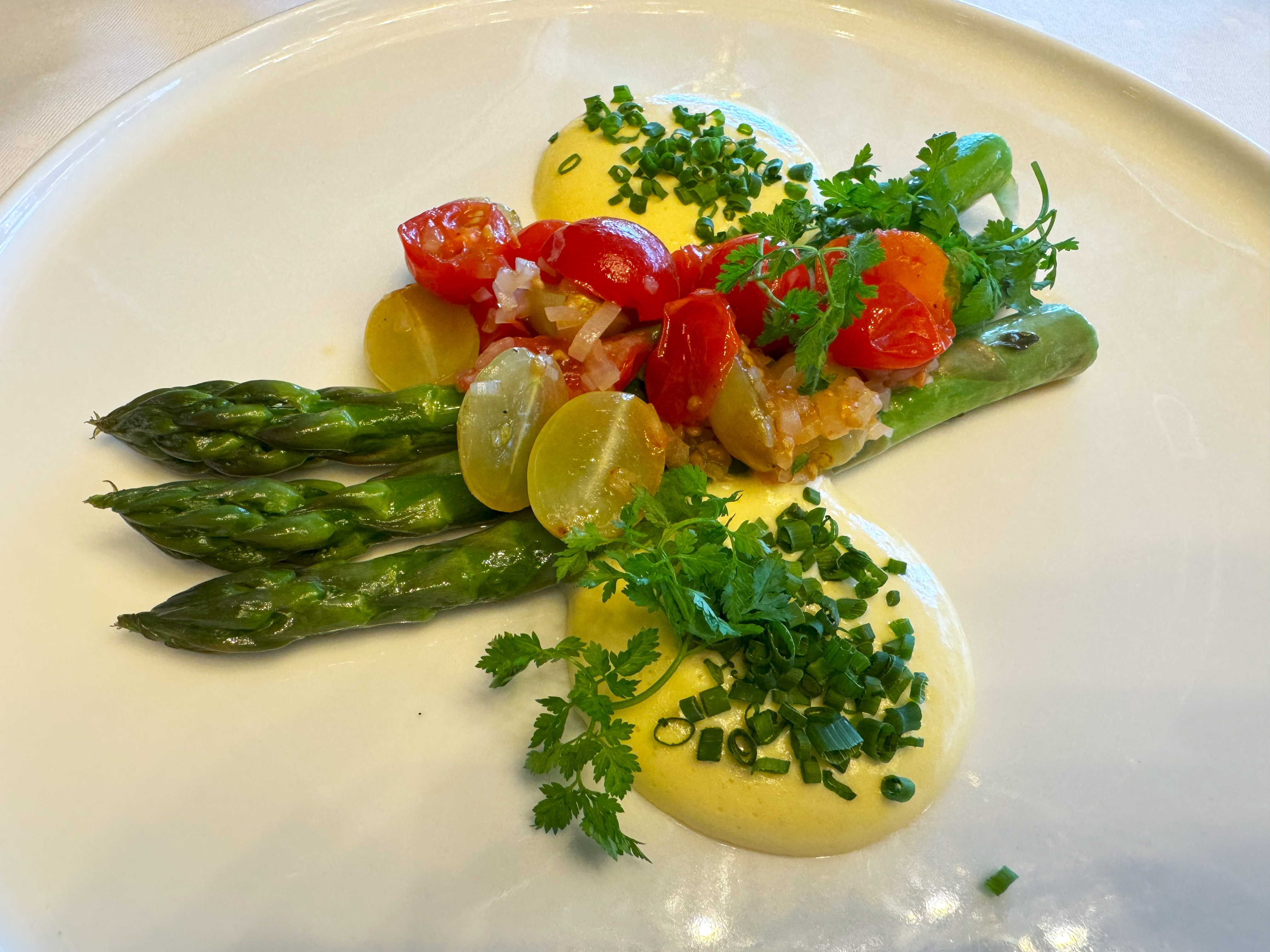
Sparris serverad som förrätt med körsbärstomater, vindruvor, örter och en dressing.

Förrätt eller entrérätt är en lättare rätt som serveras före huvudrätten, särskilt på finmiddagar. Ett exempel på förrätt är soppa.